# Jászszentlászló
Jászszentlászló este un sat în districtul Kiskunmajsa, județul Bács-Kiskun, Ungaria, având o populație de 2.504 locuitori (2011). 

## Demografie
Componența etnică a satului Jászszentlászló
     Maghiari (98,08%)
     Germani (1,07%)
     Necunoscut (0,31%)
     Alții (0,54%)
Componența confesională a satului Jászszentlászló
     Romano-catolici (66,05%)
     Fără religie (4,19%)
     Reformați (3,04%)
     Necunoscută (25,88%)
     Alte religii (2,16%)
Conform recensământului din 2011, satul Jászszentlászló avea 2.504 locuitori. Din punct de vedere etnic, majoritatea locuitorilor (98,08%) erau maghiari. Apartenența etnică nu este cunoscută în cazul a 0,31% din locuitori.  Din punct de vedere confesional, majoritatea locuitorilor (66,05%) erau romano-catolici, existând și minorități de persoane fără religie (4,19%) și reformați (3,04%). Pentru 25,88% din locuitori nu este cunoscută apartenența confesională.